# 靜鞭
靜鞭又稱淨鞭、鳴鞭，是中國、朝鮮、越南等地一種宮廷儀仗用的鞭，在上朝之前，鑾駕儀衛的一名成員會用一條鞭子鞭打三聲。告知大臣上朝時刻已到，要保持肅靜。
在電視劇《後宮甄嬛傳》第一集及最後一集（第一集的開頭和最後一集的乾隆即位）都有這種動作。

## 另見
- 山呼